# The Director's Cut Live: A New Year's Revolution
The Director's Cut Live: A New Year's Revolution è il secondo album video ed il settimo album pubblicato dal gruppo musicale metal statunitense Fantômas, pubblicato il 6 settembre 2011 dalla Ipecac Recordings.

## Tracce
1. The Godfather – 2:59 (Nino Rota)
2. Night of the Hunter (Remix) – 1:02 (Walter Schumann)
3. Cape Fear – 1:37 (Bernard Herrmann)
4. Experiment in Terror – 2:56 (Henry Mancini)
5. One Step Beyond – 3:41 (Harry Lubin)
6. Rosemary's Baby – 3:58 (Krzysztof Komeda)
7. The Devil Rides Out (Remix) – 1:41 (James Bernard)
8. Spider Baby – 2:27 (Ronald Stein)
9. The Omen (Ave Satani) – 1:57 (Jerry Goldsmith)
10. Henry: Portrait of a Serial Killer – 4:33 (Robert McNaughton)
11. Vendetta – 2:09 (John Barry)
12. Investigation of a Citizen Above Suspicion – 4:10 (Ennio Morricone)
13. Twin Peaks: Fire Walk With Me – 3:41 (Angelo Badalamenti)
14. Der Golem – 2:43 (Karl Ernst Sasse)
15. Charade – 3:39 (Henry Mancini)
16. Intermission – 1:45
17. Simply Beautiful – 5:41 (Albert Leornes Green)
18. Chariot Choogle – 4:25

Durata totale: 55:04

## Formazione
- Mike Patton - voce, campionamenti, tastiere
- Dave Lombardo - batteria, gong
- Buzz Osborne - chitarra
- Trevor Dunn - basso
- Vince Forcier - masterizzazione video
- Vinny Palese - produzione, tecnico del suono, masterizzazione audio